# Championnats panaméricains de cyclo-cross 2015
Navigation
Édition précédente Édition suivante
Les Championnats panaméricains de cyclo-cross 2015 se sont déroulés le 1er novembre 2015, à Covington aux États-Unis, dans le Devou Park.

## Résultats

### Hommes
| Épreuves        | Or             | Argent         | Bronze          |
| --------------- | -------------- | -------------- | --------------- |
| Élites          | Jeremy Powers  | Jamey Driscoll | Stephen Hyde    |
| Moins de 23 ans | Andrew Dillman | Curtis White   | Tobin Ortenblad |
| Juniors         | Spencer Petrov | Gage Hecht     | Eric Brunner    |

### Femmes
| Épreuves        | Or                | Argent            | Bronze          |
| --------------- | ----------------- | ----------------- | --------------- |
| Élites          | Katherine Compton | Kaitlin Antonneau | Rachel Lloyd    |
| Moins de 23 ans | Ellen Noble       | Allison Arensman  | Hannah Finchamp |

## Tableau des médailles
| Rang  | Nation     | Or | Argent | Bronze | Total |
| ----- | ---------- | -- | ------ | ------ | ----- |
| 1     | États-Unis | 5  | 5      | 5      | 15    |
| Total | Total      | 5  | 5      | 5      | 15    |